# Stochastisch vollständige Mannigfaltigkeit
In der Mathematik ist eine stochastisch vollständige Mannigfaltigkeit eine Mannigfaltigkeit {\displaystyle M}, auf der eine brownsche Bewegung definiert ist, welche dort fast sicher verweilt, egal in welchem Ausgangspunkt {\displaystyle x\in M} sie beginnt. Eine Verfeinerung des Begriffes ist der Begriff der lokalen Zeit auf Mannigfaltigkeiten.

## Definition
Sei {\displaystyle M} eine zusammenhängende Riemannsche Mannigfaltigkeit und {\displaystyle p(x,y,t)\in C^{\infty }\left(M\times M\times \left(0,\infty \right)\right)} der Wärmeleitungskern für den Laplace-Beltrami-Operator. Die Brownsche Bewegung auf {\displaystyle M} ist ein Markow-Prozess und ihre Übergangswahrscheinlichkeitsdichte ist der Wärmeleitungskern {\displaystyle p(x,y,t)}. Die Mannigfaltigkeit {\displaystyle M} heißt stochastisch vollständig, wenn für ein (äquivalent für alle) {\displaystyle (x,t)\in M\times \left(0,\infty \right)} gilt
{\displaystyle \int _{M}p(x,y,t)dy=1}.

## Äquivalente Charakterisierungen
Eine Mannigfaltigkeit ist genau dann stochastisch vollständig, wenn für jedes {\displaystyle \lambda >0} die Ungleichung {\displaystyle \Delta u\geq \lambda u} außer {\displaystyle u=0} keine nichtnegativen, beschränkten, glatten Lösungen hat. Äquivalent soll für jedes {\displaystyle T>0} die triviale Lösung {\displaystyle u=0} auf {\displaystyle M\times \left[0,T\right]} die einzige beschränkte Lösung des Cauchy-Problems {\displaystyle {\frac {\partial u}{\partial t}}={\frac {1}{2}}\Delta u} mit {\displaystyle u\mid _{t=0+}=0} im {\displaystyle L_{loc}^{1}}-Sinn sein.

## Beispiele
{\displaystyle \mathbb {R} ^{n}\setminus \left\{0\right\}} ist stochastisch vollständig für {\displaystyle n=2}, aber nicht für {\displaystyle n=1}. Offene Teilmengen {\displaystyle U\subset \mathbb {R} ^{n}}, deren Abschluss nicht ganz {\displaystyle \mathbb {R} ^{n}} ist, sind nicht stochastisch vollständig. Vollständige Riemannsche Mannigfaltigkeiten mit einer unteren Schranke für die Ricci-Krümmung sind immer stochastisch vollständig.